# Patriciella australica
Patriciella australica is een keversoort uit de familie kniptorren (Elateridae). De wetenschappelijke naam van de soort is voor het eerst geldig gepubliceerd in 1947 door Van Zwaluwenburg.